# アミヨ・ダンヴィユ (通報艦)
アミヨ・ダンヴィユ（フランス語：Amyot d'Inville, F 782）は、フランス海軍のデスティエンヌ・ドルヴ級通報艦2番艦。艦名は第二次世界大戦中、自由フランス軍に参加して海兵隊を指揮しイタリアで戦死したユーベル・アミヨ・ダンヴィユ海軍中佐（fr:Hubert Amyot d'Inville）に由来する。

## 艦歴
「アミヨ・ダンヴィユ」は、DCNロリアン工廠で建造され1973年7月2日に起工、1974年11月30日に進水、1976年10月13日に就役する。
「アミヨ・ダンヴィユ」はボーヴェと命名都市の関係を結んでいた。ボーヴェはダンヴィユの生まれた町でもある。「アミヨ・ダンヴィユ」は当初ブレストに、次にシェルブールに配備され海外領土や経済水域の警備の他に、潜水艦部隊の支援や法執行活動および救難を担当し海洋における諸任務に当たる。
1999年7月30日に退役する。

## TCG バルトゥン
バルトゥン（トルコ語：TCG Bartin, F-504）は、トルコ海軍がフランスから購入したブラク級（Burak）コルベットの5番艦。艦名はバルトゥン（tr:Bartın merkez）に由来する。
「バルトゥン」は、2000年11月にフランスから購入しDCNにて回復作業が行なわれた後、2002年6月3日にトルコ海軍に納入された。